# Melanie Lynskey

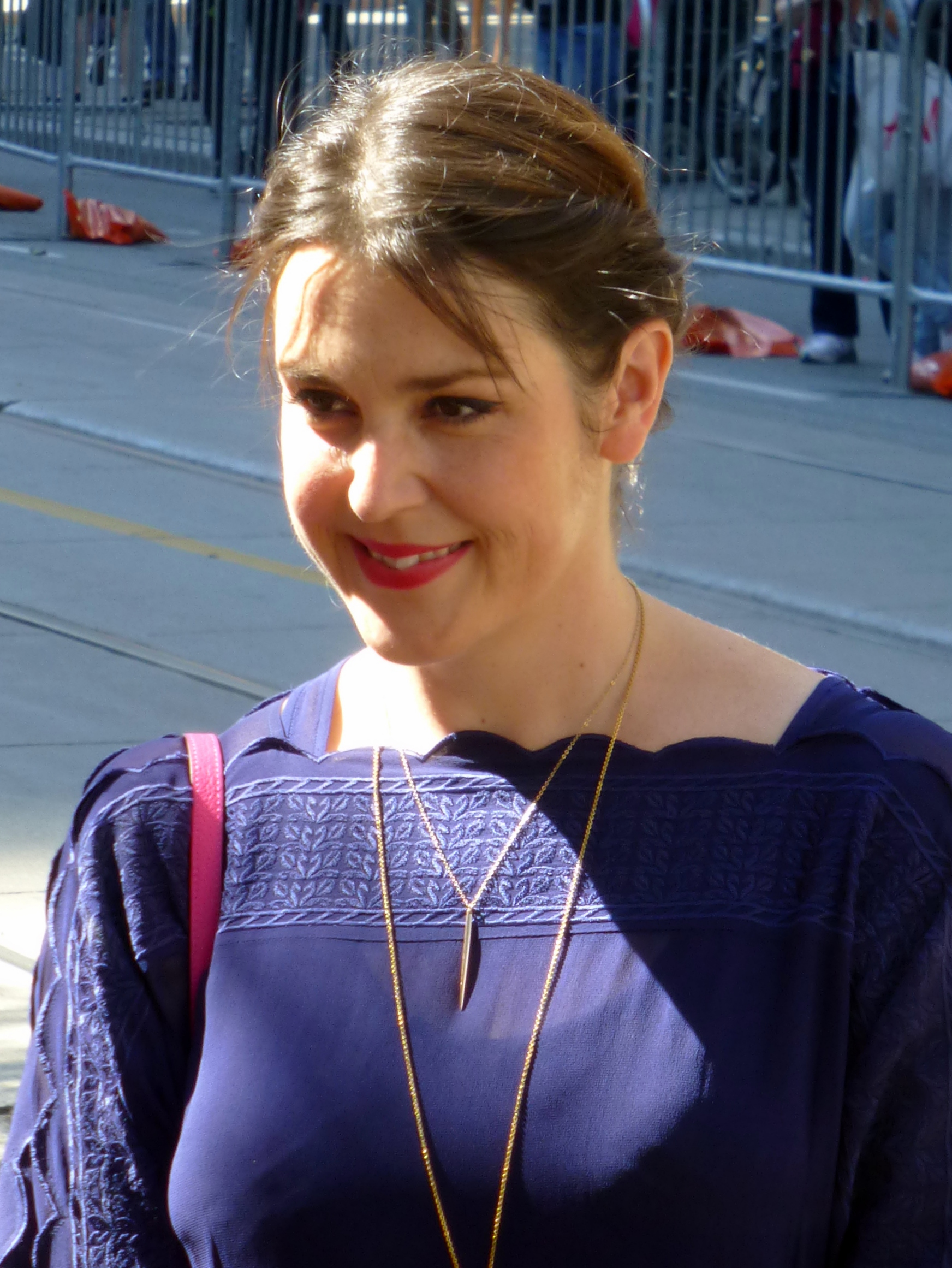
Melanie Lynskey beim Toronto International Film Festival 2015

Melanie Jayne Lynskey (* 16. Mai 1977 in New Plymouth) ist eine neuseeländische Schauspielerin.

## Karriere
Lynskey besuchte 1994 die New Plymouth Girls High School und nahm, fasziniert von der Schauspielerei, an verschiedenen Schulaufführungen teil. Fran Walsh und Peter Jackson entdeckten sie dort für die Rolle der 15 Jahre alten Pauline Parker in ihrem Film Heavenly Creatures.
Der internationale Erfolg dieses Films machte ihre Co-Darstellerin Kate Winslet bekannt, eröffnete Lynskey aber selbst nach einem Umzug nach Los Angeles zunächst keine nennenswerten Perspektiven als Schauspielerin. Deshalb zog sie, nachdem sie nur Absagen erhalten hatte, nach nur sechs Wochen zurück nach Neuseeland, wo sie an der Victoria University in Wellington ein Studium aufnahm. In dieser Zeit erhielt sie eine kleine Filmrolle in Peter Jacksons The Frighteners.
Dank ihrer Freundin Gaylene Preston nahm Lynskey die Rolle der „netten“ Stiefschwester in der Märchenadaption Auf immer und ewig an. Außerdem verpflichtete der Regisseur und Drehbuchautor Mark Tapio Kines sie 1999 für das Filmdrama Foreign Correspondents. Danach folgten Rollen in Detroit Rock City neben Edward Furlong, in The Cherry Orchard neben Alan Bates (letzter Film von Michael Cacoyannis) und in Shattered Glass neben Hayden Christensen. Auch die Filme Weil ich ein Mädchen bin und Abandon waren kommerziell ein Erfolg.
In Coyote Ugly neben Piper Perabo wie auch in Sweet Home Alabama – Liebe auf Umwegen neben Reese Witherspoon hatte Lynskey eine Nebenrolle als enge Freundin der Hauptfigur. 2003 bis 2015 spielte sie in der Fernsehserie Two and a Half Men die Rolle der Rose, seit 2007 mit wiederkehrenden Gastauftritten.
2009 war sie in Sam Mendes’ Komödie Away We Go – Auf nach Irgendwo in einer Nebenrolle zu sehen, und in Der Informant! spielte sie Ginger Whitacre, den weiblichen Gegenpart zu Matt Damon. Zudem hatte sie in der oscarnominierten Tragikomödie Up in the Air von Jason Reitman einen Auftritt als jüngste Schwester von Ryan Bingham, dargestellt von George Clooney. 2017 spielte sie im Kriminalfilm Fremd in der Welt die Hauptrolle. Außerdem war Lynskey in der Serie Girlboss zu sehen.
2018 wurde sie in die Academy of Motion Picture Arts and Sciences berufen, die jährlich die Oscars vergibt.

## Privatleben

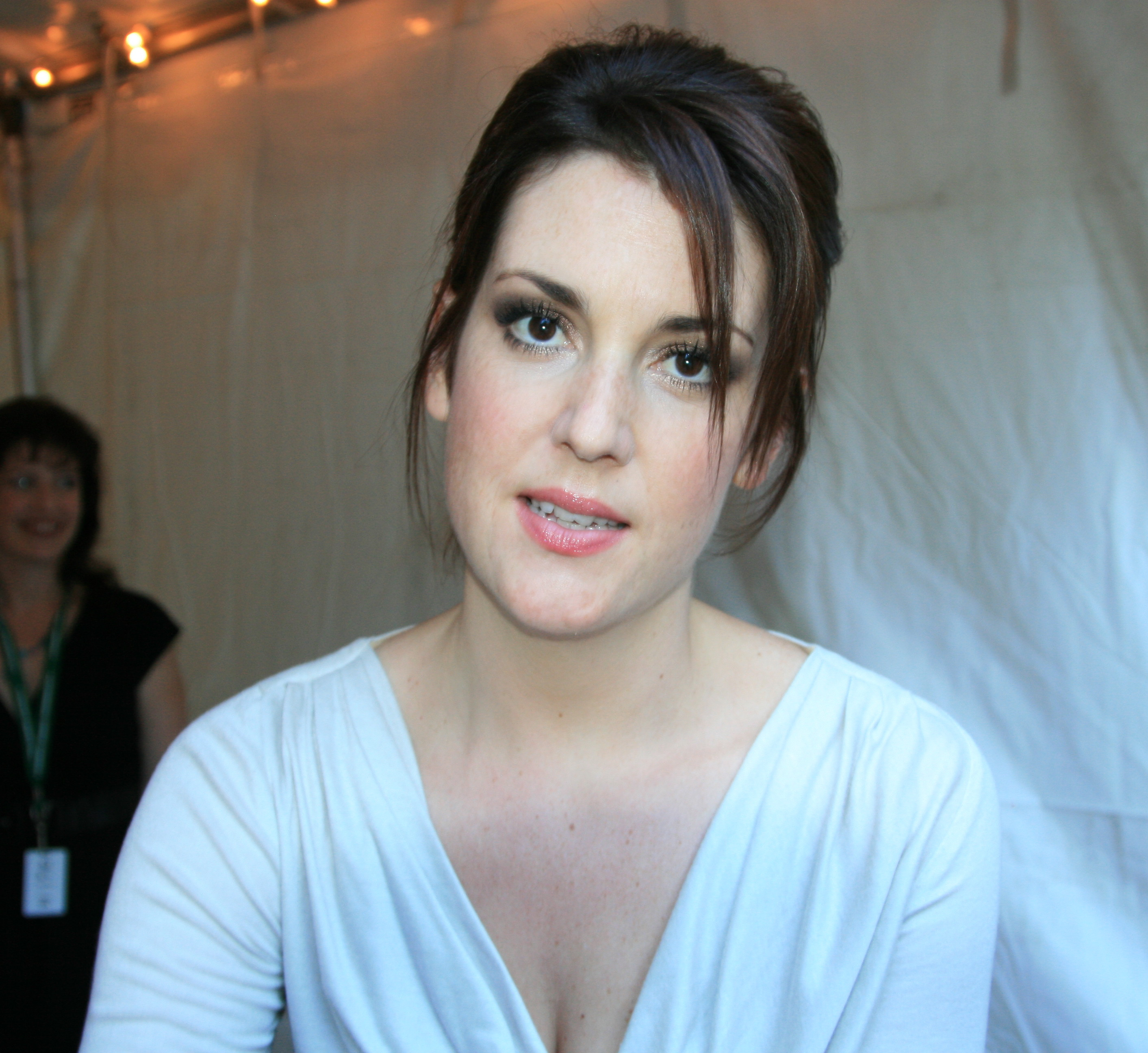
Melanie Lynskey (2009)

2001 lernte Lynskey den Schauspieler Jimmi Simpson kennen, den sie 2007 heiratete. Im April 2012 trennte sich das Paar. Geschieden wurde ihre Ehe im Mai 2014. Lynskey ist liiert mit dem Schauspieler Jason Ritter, mit dem sie seit Dezember 2018 eine Tochter hat.

## Filmografie (Auswahl)
- 1994: Heavenly Creatures
- 1996: The Frighteners
- 1998: Auf immer und ewig (Ever After: A Cinderella Story)
- 1999: Measureless to Man
- 1999: Foreign Correspondents
- 1999: Detroit Rock City
- 1999: Weil ich ein Mädchen bin (But I’m a Cheerleader)
- 1999: The Cherry Orchard
- 2000: Coyote Ugly
- 2001: Snakeskin
- 2002: Shooters
- 2002: Stephen Kings Haus der Verdammnis (Rose Red)
- 2002: Sweet Home Alabama – Liebe auf Umwegen (Sweet Home Alabama)
- 2002: Abandon
- 2003: Claustrophobia
- 2003: Shattered Glass
- 2003: The Shield – Gesetz der Gewalt (The Shield, Fernsehserie, 2 Folgen)
- 2003–2015: Two and a Half Men (Fernsehserie, 63 Folgen)
- 2004: The Nearly Unadventurous Life of Zoe Cadwaulder
- 2005: Say Uncle
- 2006: Park
- 2006: Flags of Our Fathers
- 2007: Comanche Moon (Miniserie, 3 Folgen)
- 2007: Itty Bitty Titty Committee
- 2008: Show of Hands
- 2008: The L Word – Wenn Frauen Frauen lieben (The L Word, Fernsehserie, 2 Folgen)
- 2008: Psych (Fernsehserie, Folge 2x15: Modeopfer de luxe)
- 2009: Away We Go – Auf nach Irgendwo (Away We Go)
- 2009: Der Informant! (The Informant!)
- 2009: Up in the Air
- 2009: Leaves of Grass
- 2010: Memphis Beat (Fernsehserie, Folge 1x4)
- 2011: Win Win
- 2012: Hello I Must Be Going
- 2012: Dr. House (House, Fernsehserie, Folge 8x09 Better Half)
- 2012: Eye of the Hurricane
- 2012: Auf der Suche nach einem Freund fürs Ende der Welt (Seeking a Friend for the End of the World)
- 2012: Vielleicht lieber morgen (The Perks of Being a Wallflower)
- 2014: Happy Christmas
- 2014: We’ll Never Have Paris
- 2014: Suddenly Single
- 2015–2016: Togetherness (Fernsehserie, 16 Folgen)
- 2016: The Intervention
- 2016: Rainbow Time
- 2016: The Great & The Small
- 2016: Little Boxes
- 2016: Folk Hero & Funny Guy
- 2017: Fremd in der Welt (I Don’t Feel at Home in This World Anymore)
- 2017: XX – The Birthday Party
- 2017: 1 Mile to You
- 2017: Girlboss (Fernsehserie, 3 Folgen)
- 2017: And Then I Go
- 2017: The Changeover
- 2017: Sunshine (Miniserie, 4 Folgen)
- 2018: Sadie
- 2018: Castle Rock (Fernsehserie, 10 Folgen)
- 2019: Easy (Fernsehserie, Folge 3x06)
- 2020: Mrs. America (Miniserie, 9 Folgen)
- 2021: Young Sheldon (Fernsehserie, Folgen 4x07, 4x08)
- 2021: Lady of the Manor
- 2021: Mom (Fernsehserie, Folge 8x18)
- seit 2021: Yellowjackets (Fernsehserie)
- 2021: Don’t Look Up
- 2022: Candy: Tod in Texas (Miniserie)
- 2023: The Last of Us  (Fernsehserie, 2 Folgen)
- 2024: The Tattooist of Auschwitz (Miniserie, 6 Folgen)
- 2024: Griffin in Summer
- 2025: Poker Face (Fernsehserie, Folge 2x08)

## Auszeichnungen (Auswahl)
Emmy
- 2022: Nominierung als beste Hauptdarstellerin in einer Dramaserie für Yellowjackets
- 2023: Nominierung als beste Hauptdarstellerin in einer Dramaserie für Yellowjackets
- 2023: Nominierung als beste Gastdarstellerin in einer Dramaserie für The Last of Us

Gotham Award
- 2017: Nominierung als beste Schauspielerin für Fremd in der Welt[6]